# Individual Challenge Cup 2004
Individual Challenge Cup 2004 (ICC 2004) byl I. ročník mezinárodní soutěže jednotlivců ve field trialu retrieverů, který se konal 5. a 7. listopadu 2004 v Maďarsku poblíž města Füzesabony.
Rozhodnulo o tom zasedání FCI komise pro retrievery v roce 2002 v maďarském městě Tata.
Pořadatelem soutěže byl pověřen Magyar Labrador Retriever Egyesület (MLRE) člen Magyar Ebtenyésztők Országos Egyesületeinek Szövetsége (MEOE).
Maximální počet startujících byl stanoven 24 psů. Každá členská země mohla vyslat jednoho nejlepšího psa za poslední dvě sezóny. Zbývající počet míst byl k dispozici pro individuální přihlášky. Nakonec se soutěže se zúčastnilo 23 psů (8 nejlepších národních psů a 15 individuálních přihlášek) z 9 zemí. Vítězem se stal Fillip Bollen z Belgie s fenou Starcreek Zally před Thomasem Bouyem z Francie se psem Moraira Cray.

## Rozhodčí
MLRE nominoval šest rozhodčích.
| Rozhodčí |                                                  |
| --- | ------------------------------------------------ |
| \| - Andrea Standertskjöld - Malu-Marx Schmid - Bill Ferguson \| - Fons Exelmans - Ivan Lund - Thomas Hughes, ml. \| |                                                  |
| - Andrea Standertskjöld - Malu-Marx Schmid - Bill Ferguson                                                           | - Fons Exelmans - Ivan Lund - Thomas Hughes, ml. |

## Výsledky
Výsledkové listiny

### 1. semifinále
| Poz. | Vůdce               | Pes                           | Plemeno | Přihláška              | Hodnocení     | Tituly, ceny                       |
| ---- | ------------------- | ----------------------------- | ------- | ---------------------- | ------------- | ---------------------------------- |
| 1.   | Karsten Christensen | Inderøens Mai                 | LR      | Individuální přihláška | Výborný 1     | CACIT, CACT                        |
| 2.   | Angelo Zoccali      | Waterfriend Numberone         | LR      | Nejlepší národní pes   | Velmi dobrý 2 | volba střelců & nejlepší přinášení |
| 3.   | Alberto Montagna    | Royal Crest Golden Ziggy      | GR      | Individuální přihláška | Velmi dobrý 3 |                                    |
|      | Stefano Martinoli   | Greenbriar Reed               | LR      | Individuální přihláška | Velmi dobrý   |                                    |
|      | Robert Kaserer      | Griffin vom Tennikerweidli    | LR      | Individuální přihláška | Velmi dobrý   |                                    |
|      | H. J. Heijman       | Jeser Jake                    | LR      | Nejlepší národní pes   | n.c.          |                                    |
|      | Herbert Kaserer     | Able Merlin vom Kralhof       | LR      | Individuální přihláška | el.           |                                    |
|      | Stefanie Gföhler    | Amazing Ragweed of Lubberland | LR      | Individuální přihláška | el.           |                                    |
|      | Niels Poulsen       | Ceh-Thors Akkerbill           | LR      | Individuální přihláška | el.           |                                    |
|      | Michael Rösler      | Gero vom Angelfeld            | LR      | Individuální přihláška | el.           |                                    |
|      | László Eszli        | Gödöllöi Huncut Vadász Amanda | GR      | Individuální přihláška | el.           |                                    |

       postupující do finále.
n.c. - neklasifikován (anglicky not classified)
el. - vyloučen (anglicky eliminated)

### 2. semifinále
| Poz. | Vůdce                | Pes                         | Plemeno | Přihláška              | Hodnocení     | Tituly, ceny                       |
| ---- | -------------------- | --------------------------- | ------- | ---------------------- | ------------- | ---------------------------------- |
| 1.   | Filip Bollen         | Starcreek Zally             | LR      | Nejlepší národní pes   | Výborný 1     | CACIT, CACT                        |
| 2.   | Waldemar Allmeier    | Brave Aquila vom Kralhof    | LR      | Individuální přihláška | Velmi dobrý 2 |                                    |
| 3.   | Chantal Goreux       | Hamford Able                | LR      | Individuální přihláška | Velmi dobrý 3 | volba střelců & nejlepší přinášení |
|      | Thomas Bouy          | Moraira Cray                | LR      | Individuální přihláška | Velmi dobrý   |                                    |
|      | Adrian Lunn          | Bellever Lynx               | LR      | Nejlepší národní pes   | el.           |                                    |
|      | Heike Klieber        | Ben of Dukefield            | LR      | Nejlepší národní pes   | el.           |                                    |
|      | Katharina Berghammer | Catcombe Colleenn           | GR      | Individuální přihláška | el.           |                                    |
|      | Laurence Maudet      | Clancallum Barclay          | GR      | Nejlepší národní pes   | el.           |                                    |
|      | Rita Kökény          | Gianna of Carinthia         | LR      | Nejlepší národní pes   | el.           |                                    |
|      | Gilbert Sonnay       | Roy des Deux Grandes Forets | LR      | Individuální přihláška | el.           |                                    |
|      | Frank Redant         | Starcreek Angel             | LR      | Individuální přihláška | el.           |                                    |
|      | Danny Fraser         | Waterfriend Overawe         | LR      | Nejlepší národní pes   | el.           |                                    |

       postupující do finále.
el. - vyloučen (anglicky eliminated)

### Finále
| Poz. | Vůdce               | Pes                        | Plemeno | Přihláška              | Hodnocení     | Tituly, ceny       |
| ---- | ------------------- | -------------------------- | ------- | ---------------------- | ------------- | ------------------ |
| 1.   | Filip Bollen        | Starcreek Zally            | LR      | Nejlepší národní pes   | Velmi dobrý 1 | nejlepší fena      |
| 2.   | Thomas Bouy         | Moraira Cray               | LR      | Individuální přihláška | Velmi dobrý 2 | nejlepší přinášení |
| 3.   | Angelo Zoccali      | Waterfriend Numberone      | LR      | Nejlepší národní pes   | Velmi dobrý 3 |                    |
|      | Stefano Martinoli   | Greenbriar Reed            | LR      | Individuální přihláška | Velmi dobrý   |                    |
|      | Waldemar Allmeier   | Brave Aquila vom Kralhof   | LR      | Individuální přihláška | el.           |                    |
|      | Robert Kaserer      | Griffin vom Tennikerweidli | LR      | Individuální přihláška | el.           |                    |
|      | Chantal Goreux      | Hamford Able               | LR      | Individuální přihláška | el.           | volba střelců      |
|      | Karsten Christensen | Inderøens Mai              | LR      | Individuální přihláška | el.           |                    |
|      | H. J. Heijman       | Jeser Jake                 | LR      | Nejlepší národní pes   | el.           |                    |
|      | Alberto Montagna    | Royal Crest Golden Ziggy   | GR      | Individuální přihláška | el.           |                    |